# Luis Guízar Barragán
Luis Guizar Barragan (Cotija, Michoacán, 21 de junio de 1895-Saltillo, Coahuila, 27 de octubre de 1981) fue un Obispo de México que tuvo participación en el Concilio Vaticano II.

## Biografía

### Primeros años y formación
Nació en Cotija, Michoacán el 21 de junio de 1895 y murió en Saltillo el 27 de octubre de 1981 a las 0.30, víspera de su 63.er Aniversario de sacerdote y de la celebración de sus Bodas de Oro Episcopales. Sus restos descansan bajo el altar de la Catedral de Saltillo. Hizo sus estudios en la Pontificio Colegio Pío Latino Americano y en la Universidad Gregoriana en Roma; obtuvo las Laureas de filosofía y Teología.  

### Sacerdocio
Fue ordenado sacerdote en la Ciudad Eterna el 28 de octubre de 1918. 
Fue rector del Seminario Conciliar de Veracruz y párroco del Sagrario de Chihuahua. 

### Episcopado

#### Obispo de Campeche
S.S. Pío XI lo nombró Obispo de Campeche el 27 de noviembre de 1931. Fue consagrado en el Santuario de los Remedios el 7 de febrero de 1932. Estuvo al servicio de la diócesis de Campeche durante 6 años. 

#### Obispo de Saltillo
El mismo papa lo trasladó a la Iglesia titular de Tino y lo nombró Coadjutor con derecho a sucesión de Saltillo, el 7 de octubre (10 de octubre, dice otro documento), de 1938. Tomó posesión el 28 de diciembre del mismo año. Desde el 25 de enero de 1948 se le concedieron facultades de Obispo Residencial y el 27 de diciembre de 1949 se le nombra Administrador Apostólico “Sede Plena”. El 5 de abril de 1954, a la muerte de Mons. Echavarría, quedó como Obispo de Saltillo.
En 1956, durante sus Bodas de Plata Episcopales, fue nombrado asistente al Solio Pontificio. De 1962 a 1965 participó en las cuatro sesiones del Concilio Vaticano II. 

### Renuncia
El 21 de junio de 1970 presentó su renuncia, de acuerdo a las normas del decreto conciliar “Christus Dominus”, por motivo de edad, pero no le fue aceptada hasta el 11 de octubre de 1975. El 28 de octubre, en el 57 aniversario de su Ordenación Sacerdotal, entregó el gobierno de la Diócesis a su sucesor, Mons. Francisco Villalobos Padilla. Mons. Guízar fundó el Seminario Menor y le construyó edificio propio, restauró la Catedral y la Capilla adjunta del Santo Cristo; construyó una Casa de Ejercicios y el edificio del Centro Diocesano.